# Sato Kensuke
Kensuke Sato (佐藤 謙介 (Tá Đằng Khiêm Giới) Satō Kensuke, sinh ngày 19 tháng 1 năm 1989) là một cầu thủ bóng đá người Nhật Bản thi đấu cho Yokohama FC.

## Thống kê câu lạc bộ
Cập nhật đến ngày 23 tháng 2 năm 2018.
| Thành tích câu lạc bộ | Thành tích câu lạc bộ | Thành tích câu lạc bộ | Giải vô địch | Giải vô địch | Cúp                   | Cúp                   | Tổng cộng | Tổng cộng |
| Mùa giải              | Câu lạc bộ            | Giải vô địch          | Số trận      | Bàn thắng    | Số trận               | Bàn thắng             | Số trận   | Bàn thắng |
| Nhật Bản              | Nhật Bản              | Nhật Bản              | Giải vô địch | Giải vô địch | Cúp Hoàng đế Nhật Bản | Cúp Hoàng đế Nhật Bản | Tổng cộng | Tổng cộng |
| --------------------- | --------------------- | --------------------- | ------------ | ------------ | --------------------- | --------------------- | --------- | --------- |
| 2011                  | Yokohama FC           | J2 League             | 32           | 0            | 1                     | 0                     | 33        | 0         |
| 2012                  | Yokohama FC           | J2 League             | 28           | 3            | 2                     | 0                     | 30        | 3         |
| 2013                  | Yokohama FC           | J2 League             | 30           | 1            | 0                     | 0                     | 30        | 1         |
| 2014                  | Yokohama FC           | J2 League             | 19           | 1            | 0                     | 0                     | 19        | 1         |
| 2015                  | Yokohama FC           | J2 League             | 33           | 0            | 2                     | 1                     | 35        | 1         |
| 2016                  | Yokohama FC           | J2 League             | 38           | 3            | 2                     | 0                     | 40        | 3         |
| 2017                  | Yokohama FC           | J2 League             | 40           | 4            | 0                     | 0                     | 40        | 4         |
| Tổng                  | Tổng                  | Tổng                  | 220          | 12           | 7                     | 1                     | 227       | 13        |